# 에이프릴 뮬렌

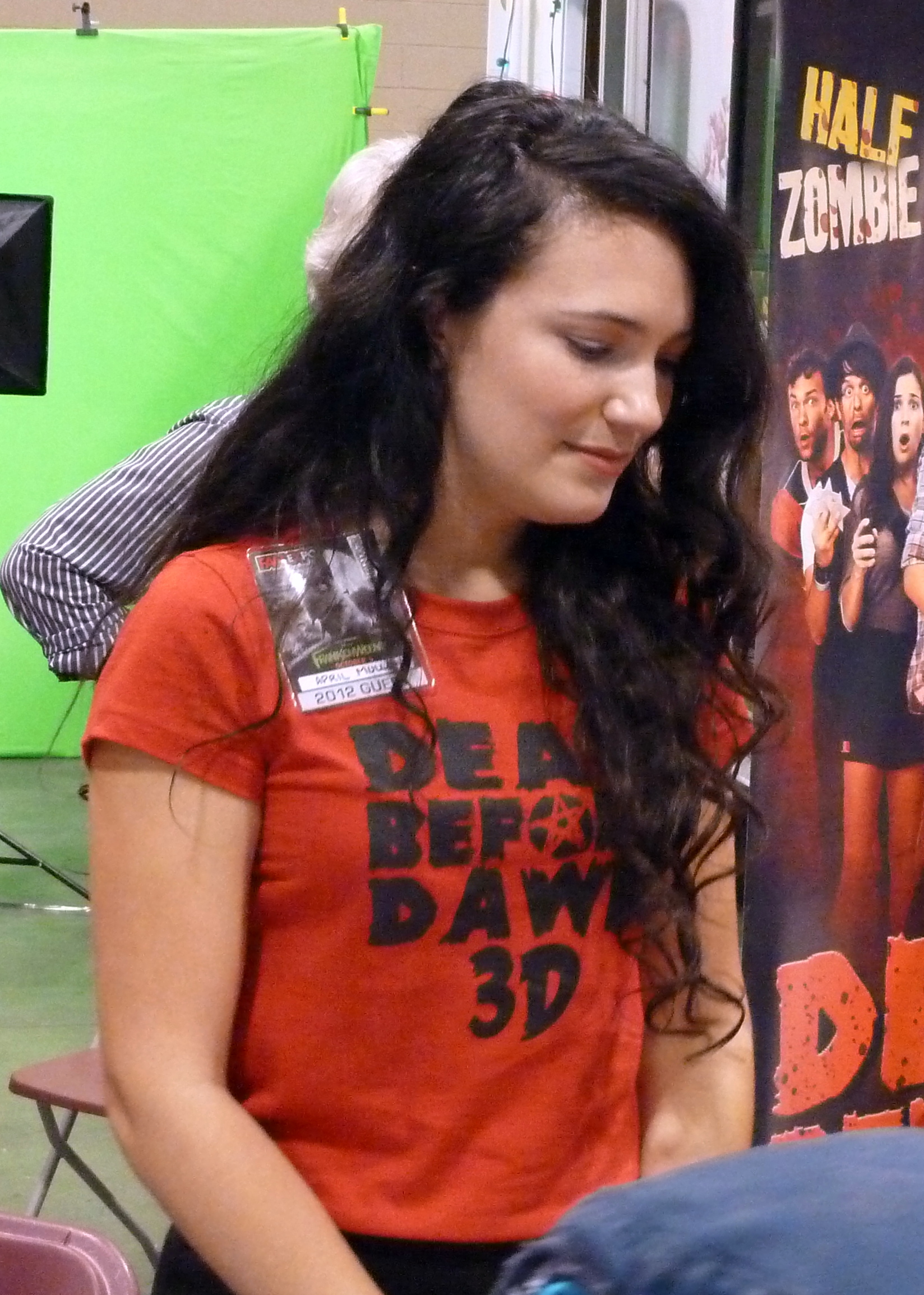

에이프릴 뮬렌(April Mullen, 1953년 1월 1일 ~ )은 미국의 배우, 영화 감독, 영화 프로듀서이다.
나이아가라폴스에서 태어났다.

## 영화
- 빌로우 허 (2016년)
- 88 : 살인자의 기억법 (2014년)
- 데드 비포 던 3D (2012년) - 베키 포즈 역
- 그레이비 트레인 (2010년) - 우마 부마 역
- 락, 페이퍼, 시저스: 더 웨이 오브 더 토서 (2007년) - 홀리 브로워 역
- 폭력의 역사 (2005년)
- 케이브드웰러 (2004년)